# Голлинг, Фридрих
Фридрих Голлинг (нем. Friedrich Golling, 11 ноября 1883 — 11 октября 1974) — австро-венгерский фехтовальщик, призёр Олимпийских игр.
Фридрих Голлинг родился в 1883 году. В 1912 году венский k.u.k. Militär Fecht- und Turnlehrerinstitut отправил команду фехтовальщиков на Олимпийские игры в Стокгольме, которая выступала под флагом Австрии; в составе этой команды он завоевал серебряную медаль в фехтовании на саблях. Также он выступил в индивидуальном первенстве на саблях и рапирах, но безуспешно.